# Campionati del mondo di atletica leggera 2017 - Marcia 20 km maschile
La gara della marcia 20 km maschile dei campionati del mondo di atletica leggera 2017 si è svolta il 13 agosto.
Gli atleti Éider Arévalo, Caio Bonfim e Lebogang Shange ottengono il nuovo record nazionale rispettivamente di Colombia, Brasile e Sudafrica.

## Podio
| Pos.    | Atleta            | Nazionalità                 | Tempo    |
| ------- | ----------------- | --------------------------- | -------- |
| Oro     | Éider Arévalo     | Colombia                    | 1h18'53" |
| Argento | Sergej Shirobokov | Atleti Neutrali Autorizzati | 1h18'55" |
| Bronzo  | Caio Bonfim       | Brasile                     | 1h19'04" |

## Situazione pre-gara

### Record
Prima di questa competizione, il record del mondo (RM) e il record dei campionati (RC) erano i seguenti.
| Record                | Prestazione | Atleta                  | Data                           | Competizione              |
| --------------------- | ----------- | ----------------------- | ------------------------------ | ------------------------- |
| Record mondiale       | 1h16'36"    | Yūsuke Suzuki Giappone  | 15 marzo 2015 Nomi, Giappone   |                           |
| Record dei campionati | 1h17'21"    | Jefferson Pérez Ecuador | 23 agosto 2003 Parigi, Francia | Campionati del mondo 2003 |

### Campioni in carica
I campioni in carica, a livello mondiale e olimpico, erano:
| Campione | Atleta                    | Prestazione | Data                                   | Competizione                |
| -------- | ------------------------- | ----------- | -------------------------------------- | --------------------------- |
| Olimpico | Wang Zhen Cina            | 1h19'14"    | 12 agosto 2016 Rio de Janeiro, Brasile | Giochi della XXXI Olimpiade |
| Mondiale | Miguel Ángel López Spagna | 1h19'14"    | 23 agosto 2015 Pechino, Cina           | Campionati del mondo 2015   |

### La stagione
Prima di questa gara, gli atleti con le migliori tre prestazioni dell'anno erano:
| Pos. | Atleta                  | Prestazione | Data                            |
| ---- | ----------------------- | ----------- | ------------------------------- |
| 1    | Kaihua Wang Cina        | 1h17'54"    | 04 marzo 2017 Huangshan, Cina   |
| 2    | Eiki Takahashi Giappone | 1h18'18"    | 19 febbraio 2017 Kōbe, Giappone |
| 3    | Isamu Fujisawa Giappone | 1h18'23"    | 19 febbraio 2017 Kōbe, Giappone |

## Classifica
| Pos. | Atleta                  | Nazionalità                 | Tempo    | Note                                     |
| ---- | ----------------------- | --------------------------- | -------- | ---------------------------------------- |
|      | Éider Arévalo           | Colombia                    | 1h18'53" | Record nazionale                         |
|      | Sergej Shirobokov       | Atleti Neutrali Autorizzati | 1h18'55" |                                          |
|      | Caio Bonfim             | Brasile                     | 1h19'04" | Record nazionale                         |
| 4    | Lebogang Shange         | Sudafrica                   | 1h19'18" | Record nazionale                         |
| 5    | Christopher Linke       | Germania                    | 1h19'21" |                                          |
| 6    | Dane Bird-Smith         | Australia                   | 1h19'28" | Miglior prestazione personale            |
| 7    | Wang Kaihua             | Cina                        | 1h19'30" |                                          |
| 8    | Álvaro Martín           | Spagna                      | 1h19'41" | Miglior prestazione personale stagionale |
| 9    | Alberto Amezcua         | Spagna                      | 1h19'46" | Miglior prestazione personale            |
| 10   | Miguel Ángel López      | Spagna                      | 1h19'57" | Miglior prestazione personale stagionale |
| 11   | Isamu Fujisawa          | Giappone                    | 1h20'04" |                                          |
| 12   | Artur Brzozowski        | Polonia                     | 1h20'33" | Miglior prestazione personale            |
| 13   | Diego García            | Spagna                      | 1h20'34" | Miglior prestazione personale            |
| 14   | Eiki Takahashi          | Giappone                    | 1h20'36" |                                          |
| 15   | Nils Brembach           | Germania                    | 1h20'42" | Miglior prestazione personale            |
| 16   | Giorgio Rubino          | Italia                      | 1h20'47" | Miglior prestazione personale stagionale |
| 17   | Hagen Pohle             | Germania                    | 1h20'53" | Miglior prestazione personale stagionale |
| 18   | Brian Pintado           | Ecuador                     | 1h21'17" | Miglior prestazione personale            |
| 19   | Jin Xiangqian           | Cina                        | 1h21'24" |                                          |
| 20   | Damian Błocki           | Polonia                     | 1h21'29" | Miglior prestazione personale            |
| 21   | Erick Barrondo          | Guatemala                   | 1h21'34" | Miglior prestazione personale stagionale |
| 22   | Aliaksandr Liakhovich   | Bielorussia                 | 1h21'39" |                                          |
| 23   | Irfan Kolothum Thodi    | India                       | 1h21'40" |                                          |
| 24   | Kévin Campion           | Francia                     | 1h21'46" |                                          |
| 25   | Francesco Fortunato     | Italia                      | 1h22'01" | Miglior prestazione personale            |
| 26   | Kim Hyun-sub            | Corea del Sud               | 1h22'08" |                                          |
| 27   | Ruslan Dmytrenko        | Ucraina                     | 1h22'26" | Miglior prestazione personale stagionale |
| 28   | Mauricio Arteaga        | Ecuador                     | 1h22'28" | Miglior prestazione personale stagionale |
| 29   | Marius Žiūkas           | Lituania                    | 1h22'38" |                                          |
| 30   | Samuel Gathimba         | Kenya                       | 1h22'52" | Miglior prestazione personale stagionale |
| 31   | Choe Byeong-kwang       | Corea del Sud               | 1h22'54" | Miglior prestazione personale stagionale |
| 32   | Ivan Losyev             | Ucraina                     | 1h23'03" | Miglior prestazione personale stagionale |
| 33   | César Augusto Rodríguez | Perù                        | 1h23'05" | Miglior prestazione personale            |
| 34   | Wang Rui                | Cina                        | 1h23'09" |                                          |
| 35   | Jesús Tadeo Vega        | Messico                     | 1h23'10" | Miglior prestazione personale stagionale |
| 36   | Georgiy Sheiko          | Kazakistan                  | 1h23'11" |                                          |
| 37   | Perseus Karlström       | Svezia                      | 1h23'36" |                                          |
| 38   | Daisuke Matsunaga       | Giappone                    | 1h23'39" |                                          |
| 39   | Yerko Araya             | Cile                        | 1h23'46" |                                          |
| 40   | José Alejandro Barrondo | Guatemala                   | 1h23'47" |                                          |
| 41   | Callum Wilkinson        | Gran Bretagna               | 1h23'54" |                                          |
| 42   | Alexandros Papamichail  | Grecia                      | 1h23'56" |                                          |
| 43   | Pedro Daniel Gómez      | Messico                     | 1h24'11" |                                          |
| 44   | Anatole Ibáñez          | Svezia                      | 1h24'23" | Miglior prestazione personale stagionale |
| 45   | Ersin Tacir             | Turchia                     | 1h24'43" |                                          |
| 46   | Juan Manuel Cano        | Argentina                   | 1h24'49" |                                          |
| 47   | Manuel Esteban Soto     | Colombia                    | 1h24'56" |                                          |
| 48   | Matteo Giupponi         | Italia                      | 1h25'20" | Miglior prestazione personale stagionale |
| 49   | Dzmitry Dziubin         | Bielorussia                 | 1h25'41" |                                          |
| 50   | Devender Singh          | India                       | 1h25'47" |                                          |
| 51   | Benjamin Thorne         | Canada                      | 1h26'56" |                                          |
| 52   | José María Raymundo     | Guatemala                   | 1h27'09" |                                          |
| 53   | Jakub Jelonek           | Polonia                     | 1h27'43" |                                          |
| 54   | Ganapathi Krishnan      | India                       | 1h28'32" |                                          |
| 55   | Serhiy Budza            | Ucraina                     | 1h29'25" |                                          |
| 56   | Rhydian Cowley          | Australia                   | 1h30'40" |                                          |
| 57   | Kim Dae-ho              | Corea del Sud               | 1h30'41" |                                          |
| 58   | Mert Atlı               | Turchia                     | 1h31'26" |                                          |
| -    | Salih Korkmaz           | Turchia                     | dnf      |                                          |
| -    | Éder Sánchez            | Messico                     | dnf      |                                          |
| -    | Simon Wachira           | Kenya                       | dnf      |                                          |
| -    | Tom Bosworth            | Gran Bretagna               | dq       | 230.6(a)                                 |
| -    | Alex Wright             | Irlanda                     | dq       | 230.6(a)                                 |
| -    | Richard Vargas          | Venezuela                   | dq       | 230.6(a)                                 |